# Denis Connolly
Denis Connolly, né en 1965 à Dun Laoghaire en Irlande, est un artiste spécialisé dans l'installation vidéo en collaboration avec les arts performatifs.

## Biographie
Lui et sa partenaire, Anne Cleary, tous deux architectes de formations, ont développé une pratique participative de l'art centrée sur les nouvelles technologies, en tant qu'élément liant avec l'environnement urbain contemporain. Leurs travaux s'adressent à un public hétérogène, et se créent souvent en collaboration avec des artistes de différentes disciplines, en particulier des danseurs, musiciens et écrivains.
Ils ont « présenté au Centre Pompidou une importante exposition personnelle intitulée Pourquoi pas toi?. En 2009, ils ont également reçu le prestigieux prix AIB qui distingue les meilleurs jeunes artistes irlandais. ».
Leur plus récente publication, Moving Dublin, un livre accompagné d'un DVD, a été publiée en avril 2009 aux éditions Gandon.

## Publications
- 2011 - In the Works Gandon Editions, Kinsale.  (ISBN 978-0-948037-81-8)
- 2009 - Moving Dublin avec DVD. Gandon Editions, Kinsale.  (ISBN 978 0948037 696)
- 2007 - Past and Presence avec DVD. Gandon Editions, Kinsale.  (ISBN 978 0948037 511)

## Expositions
- Hunt Museum[2].
- Centre Pompidou[1].

## Récompenses
- 2009 - AIB Award for Irish artists of exceptional potential[3].
- 2005 - EV+A 2005 award.
- 2003 - Best Documentary Film Prize, Kerry Film Festival.
- 2000 - Moving Image Award, Cork Film Centre, Cork.